# José Estadella Arnó
José Estadella Arnó (Lérida, 13 de mayo de 1880-Lérida, 6 de diciembre de 1951) fue un médico y político español, ministro de Trabajo, Sanidad y Previsión durante la Segunda República, además de senador por la provincia de Barcelona en 1923.

## Biografía
Nació en Lérida en 1880. Miembro del Partido Republicano Radical, fue elegido diputado a Cortes por la circunscripción de Lérida en las elecciones de 1931. Ocuparía la cartera de Trabajo, Sanidad y Previsión Social entre el 16 de diciembre de 1933 y el 4 de octubre de 1934, en los sucesivos gobiernos que presidirían Alejandro Lerroux y Ricardo Samper. El 28 de diciembre de 1933, su hermano Salustiano Estadella Arnó fue nombrado delegado del Gobierno en la Compañía Transmediterránea.
Tras el estallido de la Guerra civil marchó al exilio, primero a Francia y luego a Andorra.